# Екстремальні мисливці на привидів
«Екстремальні мисливці на привидів» (англ. Extreme Ghostbusters) — американський науково-фантастичний мультсеріал, продовження мультсеріалу «Справжні мисливці за привидами» 1986 року, який вийшов восени 1997 року в США, в Україні транслювався на каналі «Інтер» в 1990-х, потім на «Новому каналі». Мультсеріал відрізняється від попереднього кращою анімацією і більш страшною атмосферою у жанрі жахів, також мультсеріал схожий по типу анімації до мультсеріалу «Люди в чорному». Був показаний лише один сезон, який складається з 40 серій.

## Сюжет
Дія відбувається в Нью-Йорку, в 1997 році. Коли паранормальна активність за 10 років упала майже до нуля і організація мисливців за привидами припинила своє існування, троє колег пішли у пошуках оплачуваного заробітку, крім Ігона Спенглера, який залишився у пожежній частині — штабі мисливців, щоб наглядати за сховищем привидів, де з ним живе також привид Лизун. Спенглер знаходить оплачувану роботу в університеті по викладанню паранормальних явищ. Усе йде нормально, але при розширенні метрополітену робітники звільняють демона Акіру, і тут при паніці людей, у повному страху, Спенглер приймає рішення, він організовує нову команду молодих мисливців за привидами, з чотирьох студентів, які записалися на курс по вивченню паранормального, на один рік. Перша спроба з Акірою провалилася, проблемою стало застаріле обладнання, довелося його удосконалити, і друга спроба стала успішною, привид був відправлений до сховища, організація знову почала свою роботу. І тут здавалося що це кінець, але це не так, місце, де з'явилася Акіра, разом і з нею було ще багато привидів, які потрапили на волю, організація мисливців за привидами знову працює. Джанін Мелніц знову стає секретаркою, Ігон Спенглер звільняється з роботи, ставши для молодих мисливців експертом-наставником і консультантом.

## Персонажі
- Едуардо Рівера — латиноамериканець ледачий, хитрий, і саркастичний, крім того, володіє саркастичним почуттям гумору. В техніці і науці не розбирається, по стилю одягається як панк, напевно дуже любить цей жанр. З перших днів у команді починає упадати за Кайлі Гріффін, з тої сторони, як інших гарних дівчат в команді не має, але протягом всього мультсеріалу любовних відносин між Гріффін і Ріверою не відбулося. Навіть коли Едуардо запитували чи він зустрічається з Кайлі, Едуардо у відповідь, не визнава любовних почуттів, звісно кажучи неправду. Рівера схожий на персонажа Пітера Венкмана, цей також саркастичний, любить залицятися до гарних жінок і не є науковим. Едуардо Рівера є також невід'ємною частиною команди через свою рішучість і підтримку в команді. Незважаючи на свій сарказм, Рівера проявляє хороші розумові здібності, живе разом із старшим братом, Карлосом, який за професією поліцейський, проти того що Едуардо став мисливцем за привидами, і не ухвалював цієї роботи, вони живуть самі, оскільки про батьків нічого не відомо. Едуардо читав письменника Дж. Н. Кляйна (Роберт Лоуренс Стайн), який пише у жанрі жахів для дітей, але Едуардо тримав це у таємниці, але потім зізнався, що у інших мисливців викликало здивування і сміх. Панічно боїться смерті, не навидить привида Лизуна, але потім потроху звикає до нього. У команді Едуардо кличуть Едді, так його кличе Гарретт Міллер. В одній із серій видно що Едуардо водить автомобіль, але водійське посвідчення у нього відсутнє, тож довелося здавати екзамен по водінню, це також показано у одній із серій мультсеріалу, але екзамен Едуардо провалив. Крім свого сарказму у характері Едуардо є і цинізм.
- Гарретт Міллер — інвалід із дитинства, ходити не може, тож прикутий до інвалідного візка, але Гарретт не переживає за це і веде активний спосіб життя, захоплюється екстремальними видами спорту, любить витворяти всіляки трюки на інвалідному візку. Свою присутність у команді Гарретт пояснює тим, що йому потрібен постійний адреналін. Крім того, він хороший боєць у команді, страждає на клаустрофобію, але цього не визнає, по характеру веселий, комунікабельний, енергійний, і також агресивний, але насправді Гарретт дуже безкорисливий і допоможе будь яким людям в біді як що вони в цьому знадобляться. Також Гарретт проявляв здібності до написання оповідань, це показано у епізоді Демонічна поезія. Гарретт написав оповідання у жанрі жахів, головний герой цього оповідання є сам Гарретт, тільки під іншим іменем. Але у видавництві це оповідання, не приймалося, через популярність інших письменників. До вступу в мисливці за привидами, Гарретт навчався в університеті на лікаря, по спеціалізації фізіотерапія. Гарретт любить жартувати, Ігона Спенглера Гарретт, вважає хорошим лідером, і вченим. Гарретт жартує над Едуардо із за його лінощів, боягузтва, і дурості, щоб дістати Едуардо Гарретт говорить такі слова щоб Едуардо нічого не зрозумів, крім того Гарретт любить сміятися з бороди Едуардо називаючи його козликом, Гарретт, і Едуардо постійно сперечаються між собою, і насміхаються один над одним, але у них є багато, спільного, дана ситуація схожа на Рея Стенза і Пітера Венкмана ці двоє також сперечаються між собою і не розуміють один одного. Жартуючи інколи над Роландом Джексоном Гарретт поважає Роланда як майстра на всі руки. Що до Джанін Мелніц то Гарретт не любить їсти що Джанін готує з їжі. Жартуючи над Кайлі Гріффін Гарретт називав її вампіром, але Кайлі терпіла жарти Гарретта, ніж саркастичні жарти Едуардо. На рахунок Лизуна у Гарретта і Лизуна хороший апетит, але апетит Лизуна набагато більший ніж у Гарретта, буває таке що Лизун зїдав усю їжу і Гарретт на нього дуже сердився. Гарретт також  має схильність давати людям прізвиська.
- Кайлі Гріффін — єдина учасниця команди мисливців, яка розбирається у паранормальних явищах, є експертом із паранормальних явищ і окультизму, по характеру спокійна, стримана, розумна, геній, але Кайлі можна швидко розсердити не зважаючи на її стриманий характер, знавець паранормальних явищ, ще одна риса характеру Кайлі Гріффін, це суворість, впевненість, і також доброта, але коли заходить розмова про її померлу бабусю Роуз Кайлі стає синтеминтальною, також Кайлі проявляє зухвалість. З функцій мисливця носить на спині пастку для привидів, для цього вона використовує спеціальний костюм, який нагадує бронежилет, і хокейну форму. Протонна зброя Кайлі відрізняється від тієї, що в інших мисливців, — це окрема протонна батарея, схована у спеціальному чохлі, від якого йде кабель, під'єднаний до бластера, у вигляді пістолета, вся ця зброя приєднана до пояса, ця зброя менш потужна. Єдиний учасник із мисливців, хто має домашнього кота. Постійно виясняє відносини з Едуардо, незважаючи на свій стриманий характер, завжди може дати відсіч саркастичним жартам Рівери. Образ Кайлі Гріффін — це образ готичної дівчини: чорне довге вороняче волосся і чорна помада, блідо-біла шкіра з прикрас Кайлі носить у вухах кульчики з символом Анкх. Інколи хлопці жартома називають її вампіром, і Кайлі це дратує, тому що вона чула це ще від інших людей, які її так називали, крім того Кайлі ексцентрична, це і за того що вона захоплюється паранормальними явищами і окультизмом, але крім окультизму і паранормальних явищ, Кайлі добре орієнтується і у інших наукових галузях.  До смерті боїться личинок. Свою роботу мисливця за привидами Кайлі вважає безглуздою, бо несе повагу до привидів і демонів. Вона помічає, що Рівера проявляє до неї любовні почуття і навіть ревнує її, але Кайлі робить вигляд, що не помічає цього. Навіть коли Едуардо рятував її декілька разів, вона йому просто усміхалася в знак подяки, незважаючи на любовні почуття Рівери. Ще одна особливість Кайлі — це її низький зріст, але це для неї зовсім не перешкода, Гріффін володіє досить доброю фізичною підготовкою, це швидкість, рухливість, надійність, витривалість. Має глибокий зв'язок зі своєю померлою прабабусею Роуз. Також Кайлі Гріффін любить людей, які цікавляться паранормальними явищами, в основному це Ігон Спенглер і Рей Стенц. Ще у дитинстві Кайлі зіткнулася з привидом Грунделем, який викрав її друга Джека, але потім Кайлі зустрінеться зі своїм другом, коли вже стала мисливцем. І тому після викрадення Джека, Гріффін так захопилася паранормальними явищами, це тим що паранормальні явища дуже вплинули на неї, і вона почала вивчати паранормальне і окультизм. Коли Кайлі була малою вона розповідала про цей випадок з Джеком, але їй ніхто не повірив. Батьки Кайлі розлучені, тож вона живе сама зі своїм котом, і при розлученні батьків Кайлі виховувала бабуся Роуз яка потім померла, це також дало поштовх до вивчення Кайлі паранормального. Кайлі мріє про гарного, розумного чоловіка, з яким вона хоче усюди подорожувати. Крім Роланда, Кайлі має водійські права, але водила машину Ecto-1 лише двічі, сидячи на книжках, щоб діставати до педалей, і це ще раз наголошує про те, що у неї низький зріст. Ще одна цікава особливість Кайлі — вона стверджує, що ніколи не сміється, але виявилося, що вона лоскотна, і все ж таки у мультсеріалі видно, що Кайлі сміється, крім того Кайлі ненавидить сюрпризи. З трьох мислиців Кайлі добре ладить з Роландом, і Гарретом, з Едуардо вона постійно виясняє відносини, діло доходить навіть до сварки, так як вони двоє не визнають своїх любовних почуттів, хоча з другої сторони Кайлі піклувалася про безпеку Едуардо у різних ситуаціях, але Кайлі все одно з ним сварилася тому що Едуардо її дратував із за свого саркастичного характеру, або навпаки спокійно, розмовляла, але Кайлі і Едуардо не заважає підсвідомо фліртувати між собою, з секретаркою Жанін Кайлі просто уживається, Ігона Спенглера Кайлі поважає як науковця, і знавця паранормальних явищ, і тим що вони з Ігоном схожі, Ігон Спенглер також стикався у дитинстві з привидами, і є ексцентричний. Що до привида Лизуна, Кайлі відноситься до нього спокійно, як до паранормального створіння, але буває що Кайлі сердиться на Лизуна що він бруднить її книги.  Також Кайлі любить п'єси улюблена п'єса Макбет, крім цього Кайлі у вільний час проводить за читанням книг, в основному це література паранормального, також вона ворожить, використовуючи карти таро . Коли мисливці опиняються в не відомій загрозі Кайлі швидше її виявить, і розробить стратегію як діяти в даній ситуації, або передасть слова Ігона як діяти далі.
- Роланд Джексон — афроамериканець, талановитий механік, лагодить протонне обладнання в команді, найбільше боїться, що воно може зламатися у відповідальний момент. Інших мисливців інколи дратує тим, що Роланд по характеру ввічливий, любить слухати академічну музику і сором'язливий перед дівчатами, має звичку спати у фіолетовій піжамі з жовтими смайликами. Має молодшого брата, справжня проблемна дитина. З Гарреттом Міллером Роланд добре ладить але вони двоє рідко розмовляють. Роланд і добре ладить із Кайлі Гріффін, яка його підтримує і захищає від критики і звинувачень, навіть якщо це постійна самокритичність, вона каже йому: «Роланде, ти не винен». Крім Кайлі Гріффін, Роланд знаходить спільну мову з Ігоном Спенглером, тому що двоє вони технологічно розвинені, Роланд допомагає Ігонові лагодити обладнання і все інше. З Едуардо Ріверою Роланд також сперичається на рахунок питань які виникають у цій роботі, і Роланд і Едуардо довго уживаються.  А так Роланд підтримує дружбу зі всіма трьома мисливцями, також Роланд займався благодійністю допомагав безпритульним людям, що ще раз наголошує на його добрий і ввічливий характер, крім того Роланда важко вивести з себе, він набагато спокійніший ніж його троє друзів мисливців. Також Роланд почав проявляти непогані здібності експерта з паранормальних явищ, але експертом з параноальних явищ у команді всеж таки залишалася Кайлі Гріффін. Роланд схожий на Рея Стенза, Рей також є майсторм на всі руки може полагодити все одним словом технологічно розвинений. Як афроамериканець Роланд зсхожий на Вінстона Зедмора.
- Ігон Спенглер — один із справжніх мисливців за привидами, який залишився в Нью-Йорку, під час зниження паранормальної активності, на початку серіалу і в кінці живе у пожежній частині, разом із привидом Лизуном, є експертом-консультантом і вченим.
- Джанін Мелніц — колишня секретарка мисливців, але повернулася на старе робоче місце, також брала участь у полюванні на привидів, або по рації передавала мисливцям потрібне заклинання, являється потрібною людиною в організації мисливців, щоб вони могли зайнятися своїм ділом, так як Джанін задіяна у тому, при оплаті рахунків, приготуванням їжі, замовленням іншого обладнання й інших речей. Являється корінною американкою, її предки були індіанці.
- Лизун — привид п'ятого рівня, жив і живе разом із мисливцями в пожежній частині, зовсім сумирний, надвисоких здібностей не має, хіба що вміє літати і проходити крізь стіни, має ненаситний апетит, по характеру добрий привид, любить капостити. Лизуна ненавидь Едуардо Рівера із за того що Лизун  його бруднить своїм слизом, але сам Лизун добре відноситься до Едуардо не зважаючи на те що Едуардо його не любить. Пітер Венкман також поводився з Лизуном не добре але саркастичні жарти Венкмана були добріші до Лизуна ніж Рівери.